# Camila Amado
Camila de Hollanda Amado (Rio de Janeiro, 7 de agosto de 1938 — Rio de Janeiro, 6 de junho de 2021) foi uma atriz e professora de interpretação brasileira.

## Biografia
Era filha da educadora Henriette Amado (nascida em Londres e neta do governador da Paraíba, Camilo de Holanda) com o sergipano Gilson Amado (fundador da TVE). Mais dedicada ao teatro, estão entre seus maiores sucessos a comédia As desgraças de uma criança, o clássico romântico A Dama das Camélias e a tragédia Hamlet.
Estreou no cinema nos anos 70. Com poucos filmes no currículo, destaca-se a brilhante interpretação no filme O Casamento, dirigido pelo cineasta Arnaldo Jabor no ano de 1976, baseado na obra homônima de Nelson Rodrigues, e pelo qual a atriz ganhou o Kikito de Ouro de Melhor Atriz Coadjuvante e o Prêmio Especial do Júri, no Festival de Gramado.
Também atuou como professora de interpretação, tendo ministrado aulas que formaram atores como Duda Nagle e Lúcio Mauro Filho.

### Vida
Foi casada com o jornalista Carlos Eduardo Martins, de quem ficou viúva em 1968. O casal teve dois filhos: a atriz Rafaela Amado e Rodrigo.
Também foi casada com o ator Stephan Nercessian durante 14 anos.
Morreu em 6 de junho de 2021, aos 82 anos de idade. Camila lutava contra um câncer no pâncreas e morreu na residência de um de seus filhos na Gávea, bairro da zona sul do Rio de Janeiro.

## Filmografia

### Televisão
| Ano     | Título                             | Personagem                   | Nota                                  |
| ------- | ---------------------------------- | ---------------------------- | ------------------------------------- |
| 1958–61 | Apresentação Teatro Moinho de Ouro | Vários personagens           |                                       |
| 1959    | Floradas na Serra                  | —                            |                                       |
| 1959–62 | Grande Teatro Tupi                 | Vários personagens           |                                       |
| 1969    | Rosa Rebelde                       |                              |                                       |
| 1969    | Um Gosto Amargo de Festa           |                              |                                       |
| 1972    | Tempo de Viver                     | Eliana                       |                                       |
| 1978    | O Pulo do Gato                     | Sofia                        |                                       |
| 1979    | Plantão de Polícia                 | —                            | Episódio: "O Justiceiro"              |
| 1982    | Chico Anysio Show                  | Maria José                   |                                       |
| 1982    | Sol de Verão                       | Noêmia                       |                                       |
| 1983    | Caso Verdade                       | Elisa                        | Episódio: "A Grande Ambição de Elisa" |
| 1999    | Você Decide                        |                              |                                       |
| 2001    | Brava Gente                        | Nelinha                      | Episódio: "Boca de Lixo"              |
| 2001    | Retrato Falado                     | Chica                        |                                       |
| 2002    | Coração de Estudante               | Dona da Pensão               |                                       |
| 2003    | A Casa das Sete Mulheres           | Tia Ângela                   |                                       |
| 2004    | Carga Pesada                       | Joaquina                     | Episódio: "Noite de Lobisomem"        |
| 2006    | Sítio do Picapau Amarelo           | Rainha Tília                 |                                       |
| 2006    | Linha Direta Justiça               | Maria Cândida Guimarães      | Episódio: "O Castelinho da Rua Apa"   |
| 2007    | A Grande Família                   | Dona Isaltina                | Episódio: "O Indesejado"              |
| 2009–11 | Aline                              | Rosa Pedrosa                 |                                       |
| 2011    | Força-Tarefa                       | Dona Leonor                  |                                       |
| 2011    | Cordel Encantado                   | Zefa                         |                                       |
| 2012    | Amor Eterno Amor                   | Olga                         |                                       |
| 2014    | Doce de Mãe                        | Dora                         |                                       |
| 2014    | Os Homens São de Marte             | Helena Garcia                | 4 episódios                           |
| 2014–15 | Tapas & Beijos                     | Cidinha                      |                                       |
| 2015    | Sete Vidas                         | Cida                         |                                       |
| 2015    | As Canalhas                        | Esther                       | Episódio: "Esther"                    |
| 2015    | Pé na Cova                         | Ivonete                      | Episódio: "O Último Baile"            |
| 2016    | Ligações Perigosas                 | Madre Antônia                |                                       |
| 2016    | Me Chama de Bruna                  | Dona Graça                   |                                       |
| 2017    | Pega Pega                          | Marieta Lazarini             |                                       |
| 2017    | Sob Pressão                        | Dona Lúcia                   | Episódio: "4"                         |
| 2018    | Jesus                              | Hanna                        |                                       |
| 2019    | Homens?                            |                              |                                       |
| 2019    | Topíssima                          | Zilá da Silva                |                                       |
| 2019    | Éramos Seis                        | Cândida Amaral (Tia Candoca) |                                       |
| 2020    | Chacrinha: A Série                 | Aurélia                      |                                       |
| 2021    | Gênesis                            | Débora                       |                                       |

### Cinema
| Ano  | Título                       | Personagem        |
| ---- | ---------------------------- | ----------------- |
| 1975 | Quem Tem Medo de Lobisomem?  | Iracema           |
| 1975 | O Casamento                  | Noêmia            |
| 1980 | Parceiros da Aventura        | Prostituta        |
| 1992 | Floresta da Tijuca           | Narradora         |
| 1995 | As Meninas                   | Madre Alix        |
| 2000 | Os Filhos de Nelson          | Glória            |
| 2000 | Amélia                       | Oswalda           |
| 2000 | Gnossien                     | Bibliotecária     |
| 2001 | Condenado à Liberdade        | Mãe de Ângela     |
| 2001 | Copacabana                   | Miloca            |
| 2005 | Carreiras                    | —                 |
| 2008 | Os Desafinados               | Empresária        |
| 2009 | Verônica                     | Dona Rita         |
| 2010 | Eu e Meu Guarda-Chuva        | Dona Nenê         |
| 2011 | Olhos nos Olhos              | —                 |
| 2012 | A Novela das 8               | Maria             |
| 2013 | O Abismo Prateado            | Norma             |
| 2013 | Vai que Dá Certo             | Mãe de Rodrigo    |
| 2013 | Eu Não Faço a Menor Ideia    | Inês              |
| 2015 | Cinzento e Negro             | Armanda           |
| 2015 | Pequeno Dicionário Amoroso 2 | Dona Sônia        |
| 2015 | Loucas pra Casar             | Suely de Carvalho |
| 2017 | Redemoinho                   | Bibica            |
| 2017 | Duas de Mim                  | Dona Maria        |
| 2017 | O Vestido de Myriam          | Myriam            |
| 2017 | Rúcula Com Tomate Seco       | Célia             |
| 2018 | De Volta ao Maracanã         | Avó               |
| 2018 | Chacrinha: O Velho Guerreiro | Aurélia           |
| 2021 | A balada da nobre Senhora    | Dulce             |

## Teatro
- As Desgraças de uma Criança
- As Damas da Camélias
- Hamlet
- O Pacto das 3 Meninas

## Prêmios e indicações
| Ano  | Associações                        | Categoria                | Nomeação         | Resultado | Ref.   |
| ---- | ---------------------------------- | ------------------------ | ---------------- | --------- | ------ |
| 1976 | Festival de Gramado                | Melhor Atriz Coadjuvante | O Casamento      | Venceu    | [ 23 ] |
| 1976 | Festival de Gramado                | Prêmio Especial do Júri  | O Casamento      | Venceu    | [ 23 ] |
| 2014 | Prêmio APTR de Teatro              | Melhor Atriz Principal   | O Lugar Escuro   | Indicada  | [ 24 ] |
| 2016 | Grande Prêmio do Cinema Brasileiro | Melhor Atriz Coadjuvante | Redemoinho       | Indicada  | [ 25 ] |
| 2017 | Prémios Sophia                     | Melhor Atriz Coadjuvante | Cinzento e Negro | Indicada  | [ 26 ] |